# Буялык (авиабаза)
Авиабаза Буялык — недействующая военная база Воздушных сил Украины площадью 653 га, расположенного в поселке Буялык, Одесская область. Построен в 1956 году; служил базой для истребителей «МиГ». Аэродром брошен украинскими военными в 2003 году. На территории бывшей базы
щстались ангары, взлетная полоса и зданиям.
В 2014 году начались работы по возобновлению работы аэродрома.

## История
Авиабаза построена в 1956 году близ железнодорожной станции Буялык. На аэродроме базировались по крайней мере МиГ-25 и Су-24МР 511-го разведывательного авиаполка.
В 1960 при заходе на посадку разбился ЯК-27Р (без жертв).
В 1980 году из-за аварии, во время которой разбился учебный МиГ-23 (без жертв), авиабаза была реконструирована. В 1985 году существенно отремонтирована взлетно-посадочная полоса и рулевая дорожка.
Аэродром охранялся и эксплуатировался до 2002 годау, хотя и не столь интенсивно, как в прошлом. В 2003 году произошло перебазирование в Белую Церковь, а вместе с этим прекратилась охрана и уход за авиабазой. Этим воспользовались вандалы, которые начали грабить и разрушать её.
В 2014 году началось попытка восстановления аэродрома. Попытка не увенчались успехом.
24 февраля 2022 года в ходе российского вторжения в Украину ВС РФ обстреляли авиабазу двумя ракетами, обошлось без жертв.